# Dechanthofgasse (Freistadt)

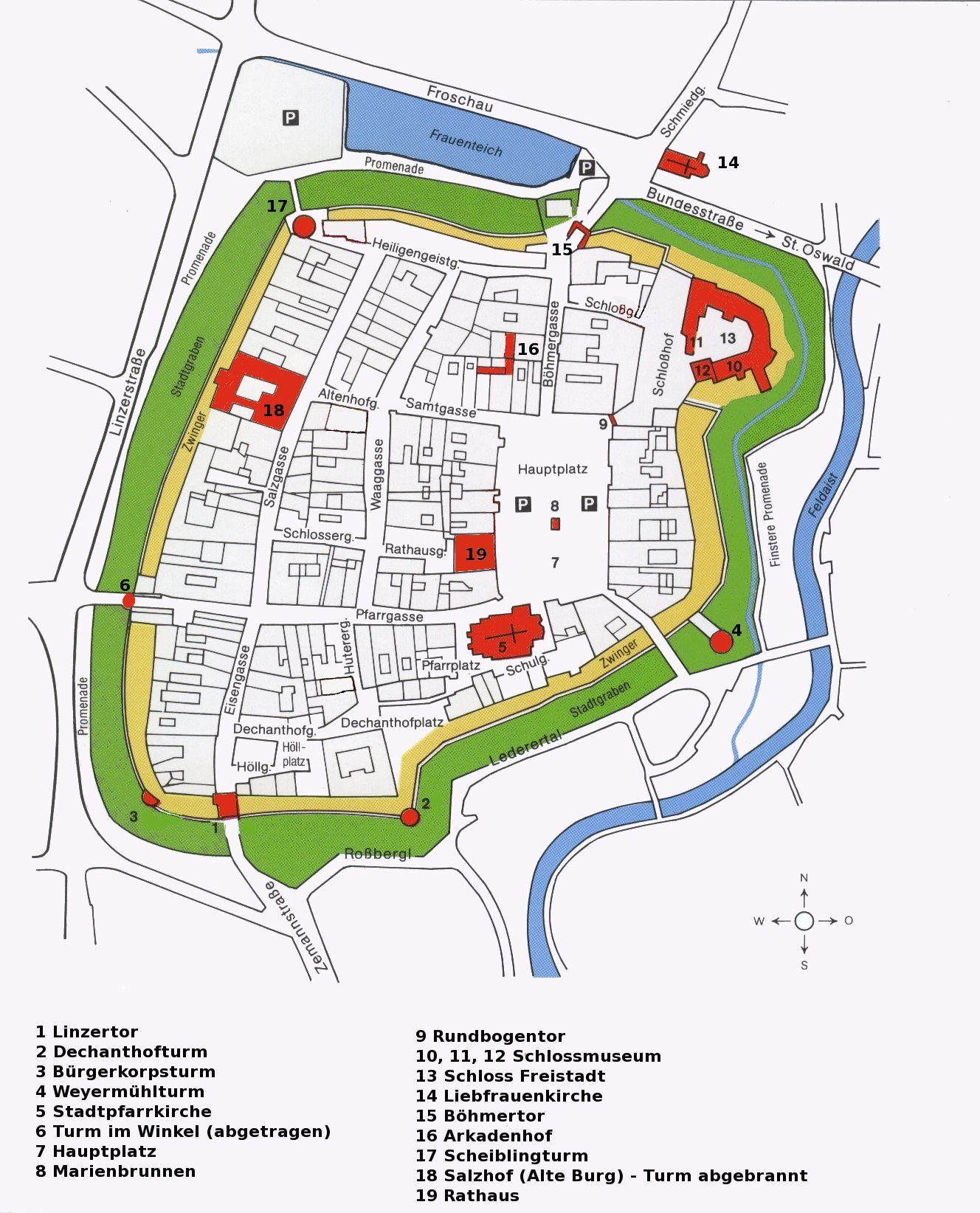
Die Altstadt mit dem Verlauf der Dechanthofgasse

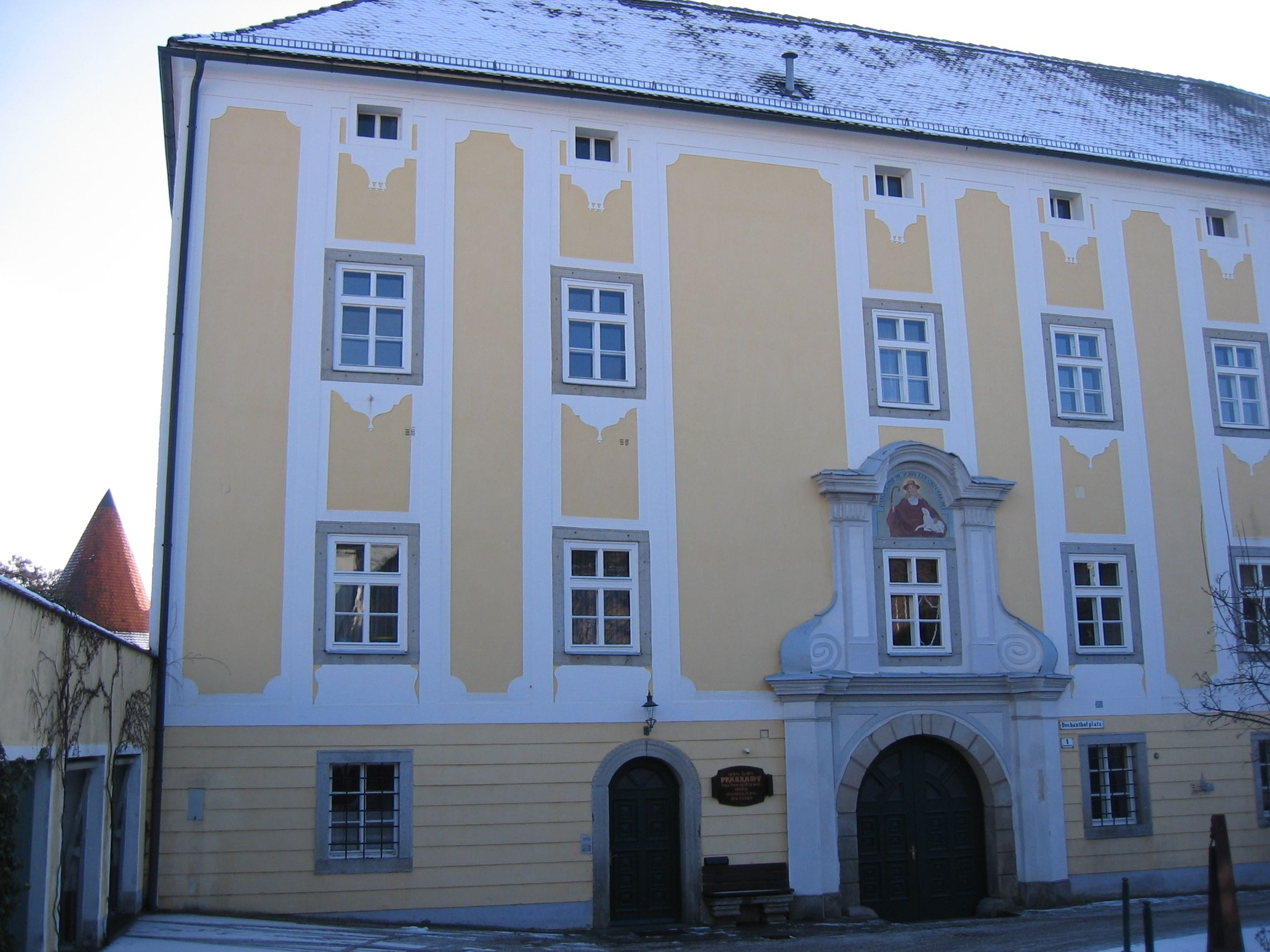
Der Dechanthof

Die Dechanthofgasse ist eine rund 20 Meter lange Straße in Freistadt im oberösterreichischen Mühlviertel. Die Gasse wurde bereits bei der Stadtgründung im 13. Jahrhundert angelegt und liegt innerhalb der Stadtmauern der Altstadt. Die Gasse beginnt bei der Eisengasse und führt über den Höllplatz zum Dechanthofplatz. Der Dechanthofplatz ist ein kleiner, dreieckiger Platz, der rund 30 Meter lang ist und bis zur Hutterergasse reicht. Ein zweiter, schmaler Durchgang führt zur Stadtpfarrkirche. Der Namensgeber der Gasse und des Platzes ist der Dechanthof (Pfarrhof).
Entlang der heutigen Dechanthofgasse und dem Dechanthofplatz stehen nur sechs Häuser, davon sind alle denkmalgeschützt. Bei den beiden großen Stadtbränden 1507 und 1516 wurden alle Häuser der Stadt vernichtet, so auch in diesem Bereich. Auf Grund der Stadtbrände sind viele alte Dokumente aus der Erbauungszeit der Häuser verloren gegangen.
Seit rund sieben Jahren werden Pläne zur Umwandlung der Eisengasse und des angrenzenden Höllplatzes (samt Dechanthofgasse) in eine Fußgängerzone im Gemeinderat diskutiert. Bislang wurde keine Mehrheit für die Einrichtung erzielt. Die betroffenen Gewerbetreibenden der Eisengasse sind gegen dieses Projekt.

## Denkmalgeschützte Bauten
Sortiert nach heutigen Hausnummern mit Angabe der ehemaligen Adresse im Mittelalter in Klammer. Diese Gebäude wurden bis 2004 in die Denkmalliste Österreichs aufgenommen.
Eckhaus Dechanthofgasse 1/Eisengasse 9 (Bürgerhaus, früher Stadt Nr. 43)
Ein urkundlich erstmals um 1441 erwähntes Gebäude, das seit 1995 unter Denkmalschutz steht. Es hat eine einfache Fassadengliederung aus der Zeit um 1900. Im Inneren besitzt der Flur einen Tonnengewölbe und es existiert ein Raum mit einem Kreuzgratgewölbe aus der zweiten Hälfte des 19. Jahrhunderts.
Eckhaus Dechanthofgasse 2/Eisengasse 11/Höllgasse 3 (Bürgerhaus, früher Stadt Nr. 44)
Ein Gebäude mit dem Baukern aus dem 17. Jahrhundert, das in der zweiten Hälfte des 19. Jahrhunderts umgestaltet wurde. Außen zeigt sich ein steinernes Rundbogenportal mit abgefassten Gewänden. Im Inneren sind Traversengewölbe und Stichkappengewölbe zu finden. Ebenso besteht eine gewendelte Steintreppe mit gusseisernem Geländer aus der Zeit um 1900. Seit 1966 steht das Haus unter Denkmalschutz.
Dechanthofplatz 1 (Pfarrhof, früher Stadt Nr. 49)
Der Dechanthof ist ein mächtiger, dreigeschoßiger Vierflügelbau um einen Rechteckhof. Um 1600 erfolgte eine teilweise Erneuerung und Ende des 17. Jahrhunderts eine Neugestaltung durch Carlo Antonio Carlone. Die barocke Fassade stammt aus 1735 und wurde von Johann Michael Prunner gestaltet. Der einstige Arkadengang im Osttrakt wurde im Zuge der Neugestaltung im Barock vermauert. Die Innenräume sind zum Teil mit Stichkappentonnengewölben und Kreuzgratgewölben ausgestattet. Zahlreiche Räume haben Stuckspiegeln aus dem 18. und 19. Jahrhundert. Das Vestibül ist Barock, das südliche Treppenhaus spätgotisch. Vom Dechanthof ging 1507 der erste große Stadtbrand aus, der die gesamte Stadt einäscherte.
Dechanthofplatz 2 (Wohnhaus, früher Stadt Nr. 47)
Ein zweigeschoßiges Gebäude, das teilweise erneuert wurde. 1555 wurde es erstmals urkundlich erwähnt und Teile stammen aus dem 16. und 17. Jahrhundert. Die Fassade stammt aus der Zeit um 1860. Im Inneren existiert im Obergeschoß ein Küchengewölbe.
Dechanthofplatz 3 (Wohnhaus, früher Stadt Nr. 48)
Ehemaliges Benefiziatenhaus (Stiftung) bis ins 17. Jahrhundert. Erbaut wurde das Gebäude in der ersten Hälfte des 16. Jahrhunderts und die Fassade besitzt ein gotisches Schulterbogenportal. Im Inneren besteht eine reiche Ausstattung mit Holzdecken. Seit 1971 steht das Gebäude unter Denkmalschutz.
Dechanthofplatz 4 (Wohnhaus, früher Hinterhaus von Stadt Nr. 32)
Ein zweigeschoßiges, dreiachsiges Eckhaus, das nur aus dem ursprünglichen Erdgeschoß besteht. Die Fassade besitzt ein Korbbogenportal mit Oberlichte und die Fenster und Portale haben Granitgewände. Im Baukern ist das Gebäude spätgotisch.